# Эрстед (единица измерения)
Эрсте́д (русское обозначение Э, международное обозначение Oe) — единица измерения напряжённости магнитного поля в системе СГС. Введена в 1930 году Международной электротехнической комиссией, названа в честь датского физика Ханса Кристиана Эрстеда (H. C. Ørsted).

## Определение
1 эрстед равен напряжённости магнитного поля в вакууме при индукции 1 гаусс.
Согласно формуле, описывающей напряжённость магнитного поля в вакууме, создаваемую прямолинейным тонким бесконечным проводником с током,
{\displaystyle H={\frac {I}{2\pi l}},}
где
H — напряжённость магнитного поля в эрстедах;
I — ток[прояснить];
π ≈ 3,14;
l — расстояние от точки наблюдения до проводника в сантиметрах.
На расстоянии 1 см от такого проводника, по которому пропускают ток силой 5 ампер = 5·(с/10) токовых единиц СГСЭ, напряжённость магнитного поля будет равна 1 эрстеду. Также поле в 1 эрстед создаётся в центре бесконечно длинного прямого соленоида в вакууме с плотностью навивки 1000/(4π ) ≈ 79,58 витков на метр, по которому пропущен ток в 1 А.

## Связь с другими единицами
Эрстед в основных единицах СГС выражается как 1 г1/2·см−1/2·с−1.
1 эрстед = 1000/(4π) A/м ≈ 79,5774715 А/м.
В геофизике применяется также внесистемная единица измерения напряжённости магнитного поля гамма; 1 гамма = 10−5 Э.